# 中国财税博物馆
中国财税博物馆，简称“财博”，为中华人民共和国财政部直属的博物馆，坐落在浙江省杭州市西子湖畔的吴山脚下，于2004年11月开馆，是中华人民共和国第一座专业财税博物馆。

## 历史
1998年，时任财政部部长项怀诚和国家税务总局局长金人庆在杭州开会、调研，时任浙江省财政厅厅长翁礼华借此机会，提出了创办财税博物馆的建议。1999年2月18日，财政部成立筹建领导小组，项怀诚任组长，翁礼华任副组长。
2001年6月，财税博物馆破土动工，历经5年9个月，于2004年11月9日正式开馆。时任财政部部长金人庆、国家税务总局局长谢旭人、文化部副部长周和平、国家文物局局长单霁翔、浙江省省长吕祖善等政要出席揭幕现场。翁礼华出任首任馆长。
博物馆馆名由财政部首任部长薄一波题写。

## 建筑
中国财税博物馆依吴山而筑，总体布局类似战国布币之形。用地面积18186平方米，总建筑面积12011平方米。建筑设计由同济大学建筑设计研究院负责，主持设计者为同济大学教授，中国科学院院士郑时龄。

## 展览和馆藏
中国财税博物馆收藏有与财税历史相关的文物和文献资料近万件，并设置五个基本陈列：
- “中国古代财税历史”分夏商周、春秋战国、秦汉、魏晋南北朝、隋唐、宋元、明清等7个部分，展示了财税制度发展的历史，具体介绍了劳役田租制、田租口赋力役制、租庸调制、两税法、一条鞭法等主流税制的继承和变革，并揭示了国家财政支出对政治、军事、文化等的重大影响。
- “中国近现代财税历史”分晚清、北洋政府时期、国民政府时期、革命根据地等4部分，展示1840年鸦片战争后至1949年中华人民共和国成立前的财税变革。
- “中国当代财税历史”以计划经济、改革开放、社会主义市场经济三个时期为主线，加以会计制度与财务管理、国家公债与以工代赈、计划经济时期的票证、乡镇财政与农村税费改革等专题，展示中华人民共和国成立以来财政与税收的发展历程。
- “中国会计历史”分古代、近现代、当代等部分，展示了各个时期会计理论、方法和工具的演变，体现了中国会计历史的发展历程和成就。
- “财富中国”着眼于中国的财富观念，展示了传统社会里农、工、商等不同行业的致富之路，以及与财富有关的民俗和信仰。

| - 书有官吏俸禄规定的居延汉简 - 南宋金叶子 - 清户部铁铸保险柜 - 民国时期会计账簿 - 晋察冀边区银行五千元纸币 - 农村粮食供应证 - 东汉摇钱树 - 东汉摇钱树局部 - 东汉摇钱树局部 - 东汉摇钱树局部 - 清代厌胜钱 |